# IK Oskarshamn
Le IK Oskarshamn est un club de hockey sur glace de Oskarshamn en Suède. Il évolue en SHL, premier échelon suédois.

## Historique

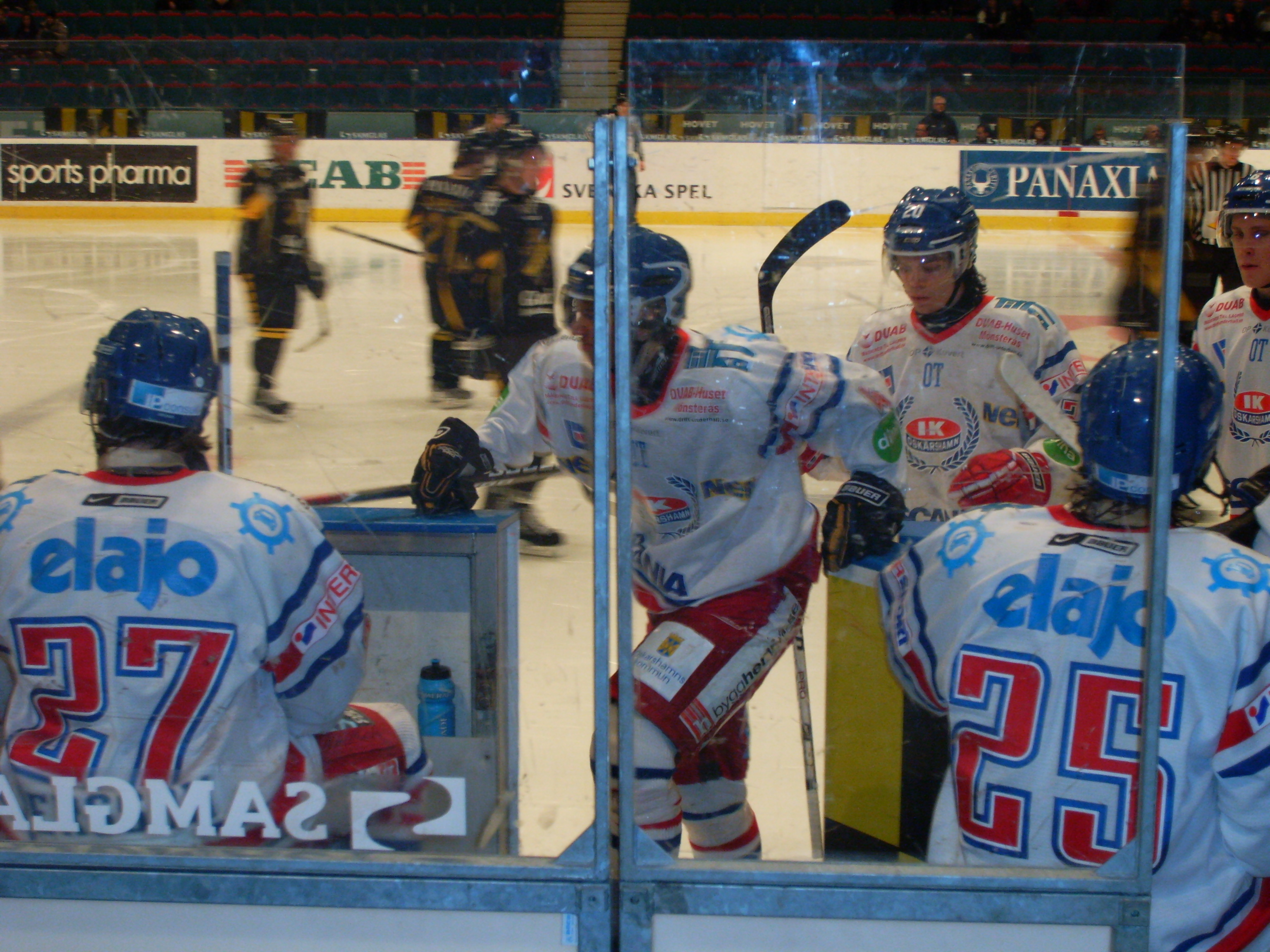
Banc du IK Oskarshamn lors d'un match

IK Oskarshamn est créé en 1970. Le club est le résultat de la fusion entre les deux clubs IFK Oskarshamn (fondé en 1947) et Oskarshamns AIK (fondé en 1953). De 1996 à 2003, il a pris le nom de IK Oskarshamn Eagles. Le Be-Ge Hockey Center accueille les matchs à domicile de IK Oskarshamn. Il a une capacité de 3 275 spectateurs. La patinoire a été mise en service en 1974 mais il a été complètement rénové en 2005.

## Joueurs et entraîneurs

### Saison 2014-2015
- Entraîneur : Fredrik Söderström[1]

| No    | Nom                | Nat. | Position       | Arrivée |
| ----- | ------------------ | ---- | -------------- | ------- |
| +044, | Anton Blomqvist    |      | Défenseur      |         |
| +008, | Fredrik Styrman    |      | Défenseur      |         |
| +006, | Daniel Ljungkvist  |      | Défenseur      |         |
| +051, | Marc Zanetti       |      | Défenseur      |         |
| +009, | Emil L. Kristensen |      | Défenseur      |         |
| +029, | Linus Morin        |      | Défenseur      |         |
| +032, | Gašper Krošelj     |      | Gardien de but |         |
| +020, | Mikael Lidhammar   |      | Attaquant      |         |
| +049, | Oscar Engsund      |      | Défenseur      |         |
| +017, | Luca Caputi        |      | Attaquant      |         |
| +038, | Morten H. Poulsen  |      | Attaquant      |         |
| +021, | David Rodman       |      | Attaquant      |         |
| +025, | Camilo Miettinen   |      | Attaquant      |         |
| +037, | Anders Poulsen     |      | Attaquant      |         |
| +047, | Oskar Sehlstedt    |      | Gardien de but |         |
| +088, | Greg Squires       |      | Attaquant      |         |
| +039, | Victor Svensson    |      | Attaquant      |         |
| +016, | Arsi Piispanen     |      | Attaquant      |         |
| +026, | Victor Backman     |      | Attaquant      |         |

### Entraîneurs successifs
2007-2009 Charles Franzén

2009-2010 Tommy Salo

2010 Lenny Eriksson

2010-2011 Lars Ivarsson

2011-2016 Fredrik Söderström

## Palmarès
- Vainqueur d'Allsvenskan södra: 2004[3].